# Gottardo (nome)
Gottardo  è un nome proprio di persona italiano maschile.

## Varianti
- Alterati: Gottardino[1]
- Femminili: Gottarda[1][3]
  - Alterati: Gottardina[1]

### Varianti in altre lingue
- Germanico: Gotahard[4][5], Gotahart[4] Godehard[4][6], Gothehard[4]
- Inglese: Goddard[5]
  - Medio inglese: Godard[5]
- Latino: Godehardus[1]
- Tedesco: Gotthard[6][4], Gotthardt[4]

## Origine e diffusione
Deriva dal nome germanico Gotahard, passato in latino medievale come Godehardus e quindi in tedesco come Godehard e poi Gotthard. È composto dalle radici gudha (o god, "dio") e heard (hardhu, "forte", "coraggioso"), e si presta quindi a interpretazioni quali "forte con l'aiuto di Dio", "forte come Dio", "Dio è forte", "guerriero di Dio" e via dicendo. Entrambi i termini che lo formano sono ben diffusi nell'onomastica germanica: il primo si ritrova anche in Goffredo, Gottlieb e Traugott, il secondo in Arduino, Contardo, Bernardo, Riccardo, Aleardo, Leopardo e molti altri.
Diffuso quasi solo nella forma maschile, è proprio del Nord Italia, in particolare della Lombardia, dove riflette il culto di san Gottardo, patrono di Trenzano in provincia di Brescia. In Inghilterra venne introdotto con la conquista normanna, nella forma Godard, che ottenne una certa diffusione in epoca medievale; da essa deriva il cognome inglese Goddard, a sua volta ripreso come nome a partire dal XVIII secolo.

## Onomastico
L'onomastico si può festeggiare in memoria di più santi, alle date seguenti:
- 25 febbraio, san Gottardo, eremita sulle Alpi, da cui prende il nome il passo del San Gottardo[8]
- 5 maggio, san Gottardo, monaco benedettino e vescovo di Hildesheim[2][8][9]
- 5 novembre, san Gottardo Pallastrelli, nobiluomo della diocesi di Piacenza-Bobbio convertito da san Rocco[9]

## Persone

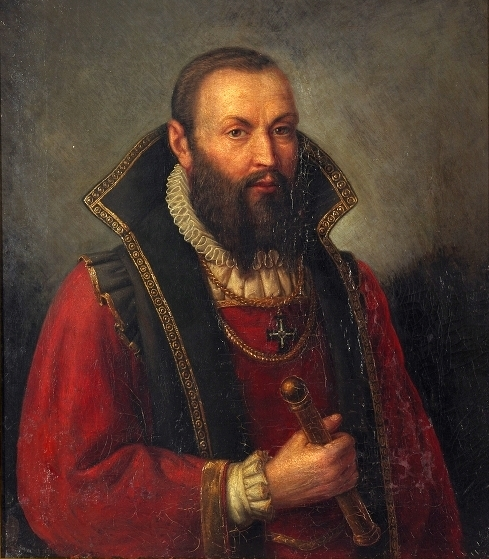
Gottardo Kettler

- Gottardo di Hildesheim, monaco e vescovo cattolico tedesco
- Gottardo Aldighieri, baritono italiano
- Gottardo Freschetti, scultore italiano
- Gottardo Kettler, ultimo Gran Maestro dell'Ordine Livoniano e primo Duca di Curlandia e Semigallia
- Gottardo Ortelli, pittore e critico d'arte italiano

### Variante Gotthard
- Gotthard Bonell, artista, illustratore e cantante italiano
- Gotthard Handrick, pentatleta e aviatore tedesco
- Gotthard Heinrici, generale tedesco
- Gotthard Sachsenberg, aviatore e militare tedesco
- Gotthard Johann von Knorring, generale russo

### Variante Gotthardt
- Gotthardt Kuehl, pittore tedesco